# アンジルベール (ヌヴェール伯)
アンジルベール・ド・クレーヴ（フランス語：Engilbert de Clèves, 1462年9月26日 - 1506年11月21日）またはエンゲルベルト・フォン・クレーフェ（ドイツ語：Engelbert von Kleve）は、ヌヴェール伯、エタンプ伯およびウー伯（在位：1491年 - 1506年）。クレーフェ＝マルク公ヨハン1世とエリザベート・ド・ヌヴェールの三男。

## 生涯
アンジルベールはフランス王シャルル8世の宮廷に祗候し、1486年にフランスに帰化した。1491年に母方の祖父であるヌヴェール＝ルテル伯ジャン2世が亡くなった後、アンジルベールは祖父からヌヴェール、エタンプ、ウー伯領を相続した。兄ヨハン2世は、父方のクレーフェ＝マルク公領を継承することになっていた。アンジルベールはその後、ルテル伯位をめぐって叔母シャルロット・ド・ブルゴーニュ＝ヌヴェールおよびその娘のマリー・ダルブレとの間で1年間にわたる相続紛争を繰り広げたが、これは1504年にマリーとアンジルベールの息子シャルルとの結婚により解決された。
アンジルベールはナポリ王国征服のためのシャルル8世のイタリア遠征に参加し、1495年7月6日のフォルノヴォの戦いで原初同盟の傭兵を率いて戦った。また、従兄弟にあたるルイ12世の臣下としてもアンジルベールはイタリアで戦い、1499年に再び原初同盟軍を指揮してミラノを占領した。その後、カスティーリャでフランスの特使を務めた。1505年にフランス同輩公（Pair de France）とされた。
アンジルベールは1506年11月21日に死去し、ヌヴェールのコルドリエ教会に埋葬された。

## 結婚と子女
アンジルベールは1489年2月23日にヴァンドーム伯ジャン8世・ド・ブルボンの娘シャルロットと結婚した。アンジルベールの死後、シャルロットはフォントヴロー修道院に入り、1520年12月14日に死去した。2人の間には7人が生まれたが、3人が成人した。
- シャルル（1491年頃 - 1521年） - ヌヴェール伯
- ルイ（1545年没） - オセール伯、カトリーヌ・ダンボワーズと結婚。
- フランソワ（1545年没） - パリのサン＝テロワ修道院長